# Video-oculógrafo
El video-oculógrafo (del latín "video" = "yo veo", del latín "oculus" = "ojo" y del griego "grafo" = “que escribe” o “que describe”) es un dispositivo que permite la exploración y registro de la estática ocular en todas las posiciones de mirada, y de los movimientos realizados por los ojos (cinética ocular) en torno a los ejes de Fick y a los infinitos ejes contenidos en el plano de Listing utilizando la tecnología video. También estudia y registra las vergencias, el nistagmo y el nistagmo optocinético. La exploración de coordimetría a practicar mediante este instrumento se denomina video-oculografía.
El video-oculógrafo es un estrabómetro que puede realizar dos tipos de pruebas: Estáticas y Dinámicas.

## Pruebas estáticas
1. Distancia interocular y parámetros pupilares: En cualquier momento de todas las pruebas protocolizadas puede conocerse, en tiempo real, el valor exacto del diámetro y superficie de ambas pupilas, relacionándolo con el concreto movimiento que en ese instante estén haciendo los ojos.
2. Posición de reposo fisiológico: Analiza la posición que adoptan los ojos cuando están influidos únicamente por el tono muscular y por las propiedades viscoelásticas de los elementos anatómicos ligados al aparato suspensor del ojo. La cámara de video capta el comportamiento de los ojos cuando pierden la fijación al ser ocluidos.
3. Posición disociada: Como elemento disociante se ocluye primero un ojo y después el otro, captando si el ojo ocluido hace, o no, algún movimiento y, en su caso, estudia su naturaleza. Mediante este proceder el video-oculógrafo diagnostica, cuantifica y registra gráficamente heteroforias, desviaciones disociadas y nistagmos latentes.
4. Posición asociada: Estudia la posición de los ojos sin disociación, en posición frontal y en las cuatro posiciones cardinales (derecha, izquierda, arriba y abajo). Así valora el equilibrio bi-ocular de frente, la dominancia ocular, las incomitancias de versión y los síndromes alfabéticos.
5. Cover test alternante: Ocluyendo de modo alterno uno y otro ojo, el video-oculógrafo explora el ángulo de estrabismo en estado de máxima disociación. Así pueden determinarse incomitancias de fijación y valores angulares de estrabismo con el añadido de foria.
6. Test de Irvine-Jampolsky (test de las 4 dioptrías): Colocando un lente prismático de 4 dioptrías base temporal ante un ojo y en segunda prueba ante el otro, puede detectarse la existencia de microtropías, no visualizadas a ojo desnudo.

## Pruebas dinámicas
1. Ducciones: El video-oculógrafo detecta (ocluyendo un ojo) el campo de mirada de su homólogo en las cuatro posiciones cardinales.
2. Movimientos sacádicos:  El movimiento angular de refijación, rápido, balístico, preciso, de búsqueda de objetos en el espacio visual (cumplimentando la Ley de Hering y la Ley de Equivalencia motora),  valorado por el video-oculógrafo es de especial interés en Estrabología y Neuro-oftalmología.
3. Movimientos de perseguida: El movimiento bi-ocular lento, de naturaleza refleja, mediante el que se realiza el seguimiento voluntario de un objeto móvil, es captado por el video-oculógrafo. Asimismo importante en Estrabología y Neuro-oftalmología.
4. Coordimetría sacádica y de seguimiento: Mide los movimientos oculares en todas las posiciones de versión para determinar las hipofunciones o limitaciones motoras de los músculos oculares y las hiperfunciones de los mismos. Especialmente eficaz en el estudio de las parálisis oculomotoras y en los síndromes restrictivos.
5. Nistagmo optocinético: El video-oculógrafo explora este movimiento fisiológico de versión analizando su ritmo, congruencia, frecuencia en Hz y amplitud.
6. Vergencias: En este estudio permite valorar las dos vergencias más fisiológicas: la vergencia de refijación y la vergencia mantenida.